# تشارلز إل. ساوث
تشارلز إل. ساوث هو قاضي ومحامي وسياسي أمريكي، ولد في 22 يوليو 1892، وتوفي في 20 ديسمبر 1965 في أوستن في الولايات المتحدة. نشط حزبياً في الحزب الديمقراطي. وقد انتخب عضو مجلس نواب تكساس ‏ وانتخب عضو مجلس النواب الأمريكي ‏.